# 国鉄タキ43000形貨車
国鉄タキ43000形貨車（こくてつタキ43000がたかしゃ）は、1967年（昭和42年）から製作されたガソリン専用の貨車（タンク車）である。日本オイルターミナルまたは日本石油輸送が所有する私有貨車で、当初は日本国有鉄道（国鉄）に、1987年（昭和62年）の国鉄分割民営化以降は日本貨物鉄道（JR貨物）に車籍編入されている。

## 概要
鉄道貨物も、1965年（昭和40年）ごろから「物資別適合輸送」の運用形態が増加してきた。これは石灰石・セメント・石油製品などのバラ積み輸送（バルク輸送）品目について、新設した各品目専用の物資別ターミナルに輸送拠点を集約し、専用の貨車で組成された直行列車を拠点間に運行して一括大量輸送を行う輸送体系である。
ガソリンなどの石油製品においては、国鉄と各石油会社との共同出資で日本オイルターミナル株式会社が1966年（昭和41年）に設立され、西上田駅や倉賀野駅を皮切りに、各地に拠点が新設された。この各拠点への専用列車に充当する目的で開発された新形式がタキ43000形（ガソリン専用）である。これに対応する石油類（除ガソリン）専用車としてタキ44000形も登場している。
1974年（昭和49年）のタンク車構造基準改訂でフレームレス構造車の新規製作が禁止されたことを受け製作が中断されるが、その間は安全性を向上させたタキ40000形40 t積タンク車やタキ38000形36 t積タンク車を投入したものの積載効率は本系列に劣るものであった。しかしながら、積載効率の高さから重用されていた本系列は荷主の要望を酌み、設計変更のうえ1982年（昭和57年）に製作を再開し、種々の設計変更を経ながら1993年（平成5年）までに819両が製作されている。以後の製作は45 t積・95 km/h走行を可能としたタキ1000形に移行した。

## 構造

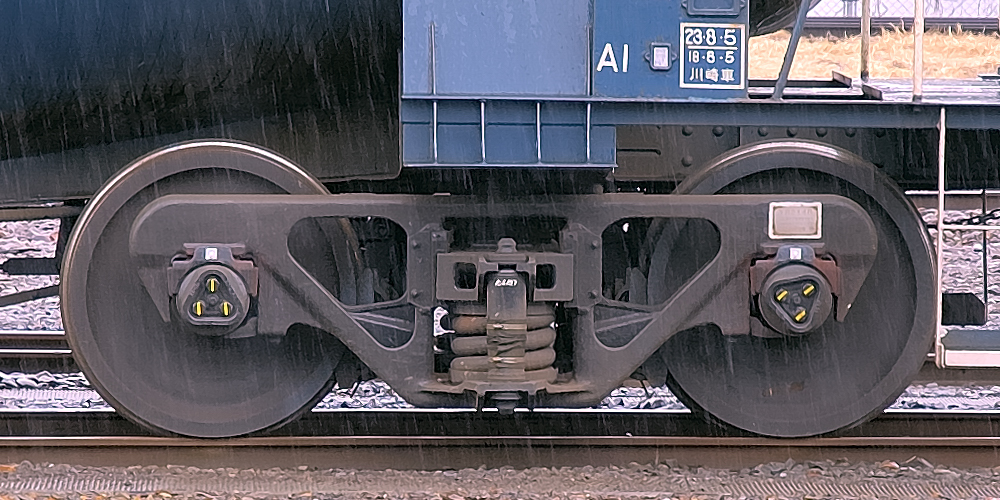
タキ43000形に使用されるTR214B形台車（郡山駅、2007年3月）

車体構造は輸送効率向上を重視し、軽量化のため側梁を省略した台枠をタンク体と一体化したフレームレス構造を採用した。タンク体は中央部の直径を車両限界いっぱいまで拡大し、両端部を斜円錐形状とした異径胴として容積を極限まで拡大し、43 tの荷重を実現した。これは当時の2軸ボギータンク車では最大である。積荷の比重が異なることから、タキ43000形とタキ44000形とではタンク体中央部の長さが異なる。昇降ハシゴは車体中央部を避け、タンク直径の小さい側方に設置される。石油類専用のタキ44000形はタンク鏡板に点検用のハッチと、積荷取り下ろしに用いる加熱管を設置する。
台車は当初、ベッテンドルフ式で平軸受のTR210形を用いた。これは貨車用標準台車TR41形を基本に、車軸を重荷重対応の14 t軸に、枕バネをコイルバネとした台車であるが、積車時の走行抵抗が大きく長編成での運用に支障をきたすため、100番台からは軸箱装置を密封コロ軸受としたTR214形に改良された。軸重は15 t（総重量60 t）で、運用線区は限定される。最高速度75 km/hである。
当初は日本オイルターミナル1社のみの所有で、外部塗色は限定運用を表す青15号（濃青色）とされた。1974年からは日本石油輸送も同形式の投入を開始し、同社所有車は一般的な黒色塗装であったが、最終製作グループは濃淡グリーンとグレーの塗り分けに変更された。かつてはJXTGエネルギーの油槽所向けに運用される一部については、タンク体右側にJXTGエネルギーのブランド｢ENEOS｣マークが貼られていたが、2014年（平成26年）には北海道地区における石油輸送列車が終了したため現在は消滅している。

## 分類
43 t・44 t積のガソリン専用タンク車で、1967年から1993年にかけて819両が製作された。

### 初期車（43000番台）
1967年にタキ43000 - タキ43036の37両が三菱重工業および日本車輌製造にて製作された。塗装は日本の石油輸送用タンク車で初の青15号（濃青色）が採用された。車両番号・専用種別などの標記は側面中央から片側に寄せて記される。なお、43034 - 43036の3両は車番が中央に表記される。
タンク体はフレームレスの異型胴を採用し、両端直径は2,200 mm、中央部直径は2,800 mm、長さは11,902 mmである。台枠長さは12,490 mmであるが前後で台車中心からのオーバーハングが異なり、手ブレーキのある側が1,650 mm、反対側が1,450 mmである。
台車は平軸受・鋳鉄制輪子付のTR210形台車を装備したが、運用の結果として長大編成では平軸受の走行抵抗が過大であったため、増備車ではころ軸受台車に変更された。100番台以降の増備車はTR214系列に変更され、既存の0番台の方もTR214系列に交換されている。

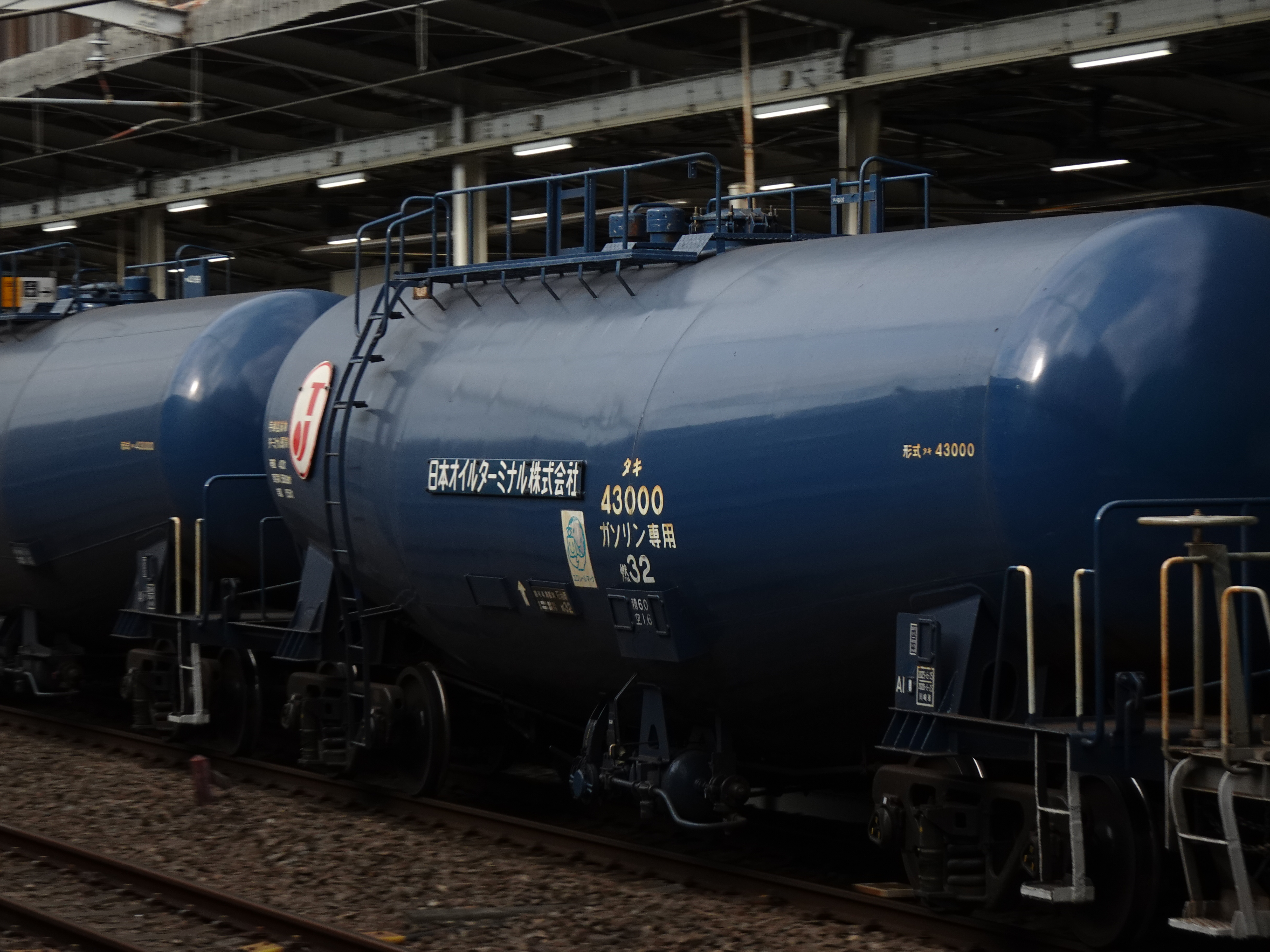
タキ43000形のトップナンバー。宇都宮貨物ターミナルを常備駅とする。
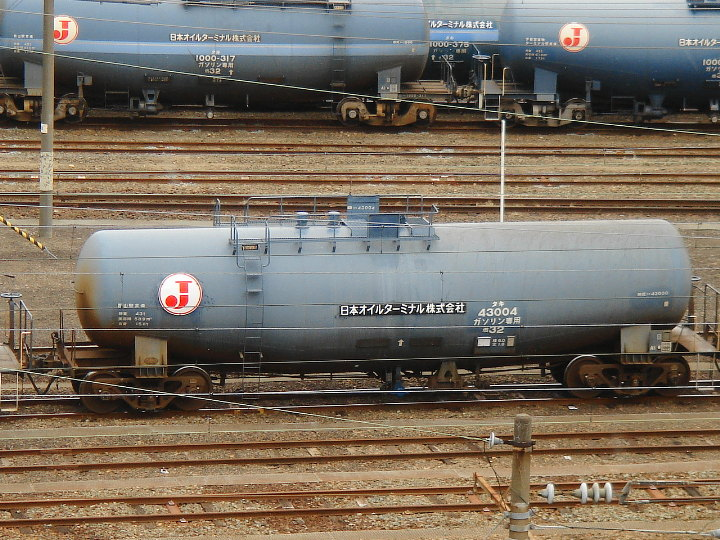
基本番台タキ43004 日本オイルターミナル所有車（郡山駅、2007年3月）

### 量産車（43100番台）

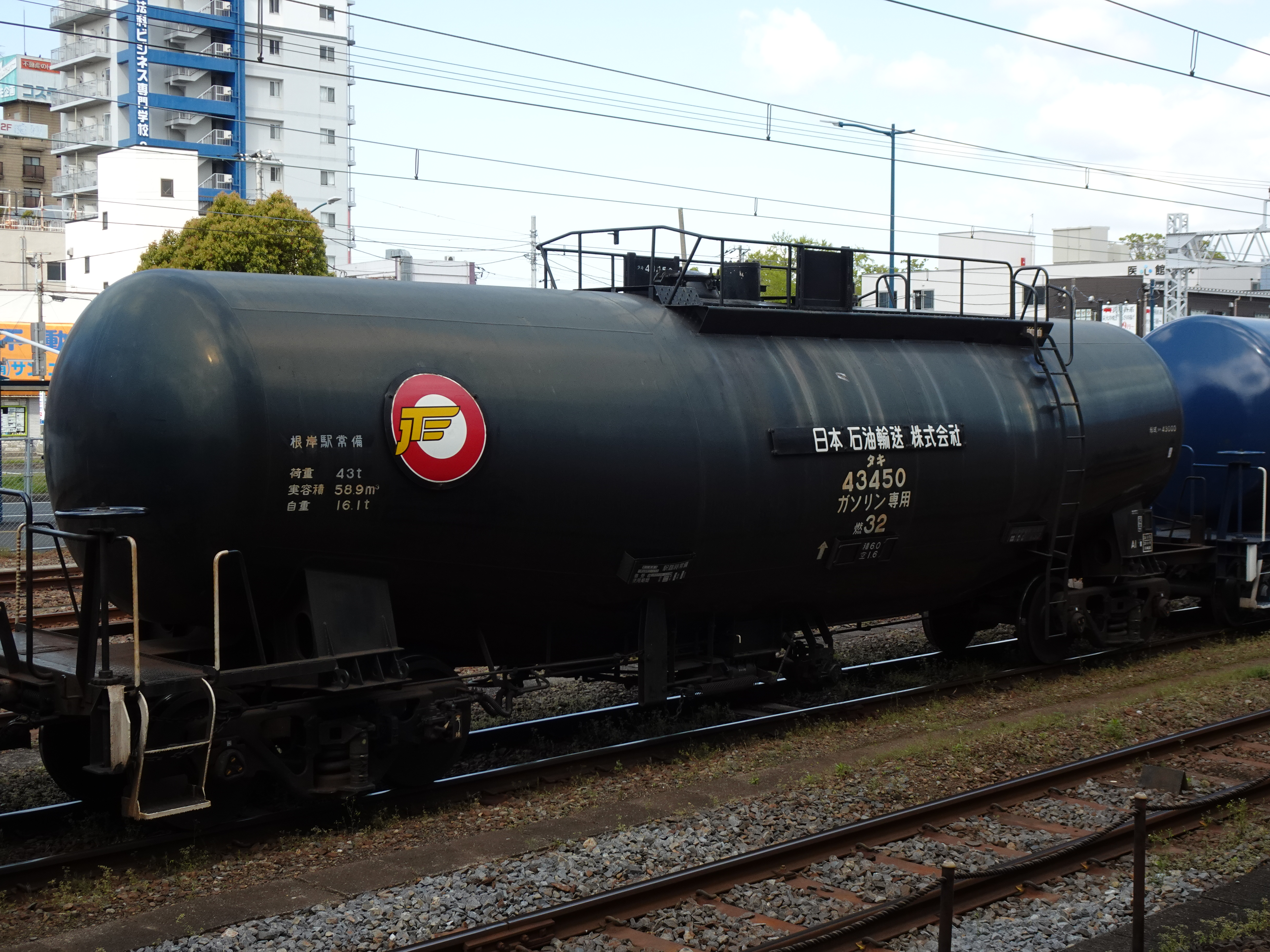
タキ43450（2021年3月 蘇我駅）

1968年（昭和43年）から1974年にかけてタキ43100 - タキ43485の386両が日本車輌製造および三菱重工業にて製作された。台車の転がり性能を改善するため、軸受をコロ軸受に改良したTR214A形台車に変更した区分である。ブレーキ制輪子もレジン製に変更された。タンク体など車体各部寸法は初期車と同一であるが、車両番号・専用種別などの標記が側面中央に移された。

### 寒地仕様車（43500番台）
北海道向け仕様車で、1968年から1969年（昭和44年）にかけてタキ43500 - タキ43514の15両が日本車輌製造にて製作された。基本仕様は100番台と同一であるが、当時は耐雪形合成制輪子が開発途上であったためブレーキ制輪子は鋳鉄製のままである。
後年の耐雪型レジン制輪子実用化を受け、以後の製作は北海道向けも100番台に統一された。

### 準保安対策車

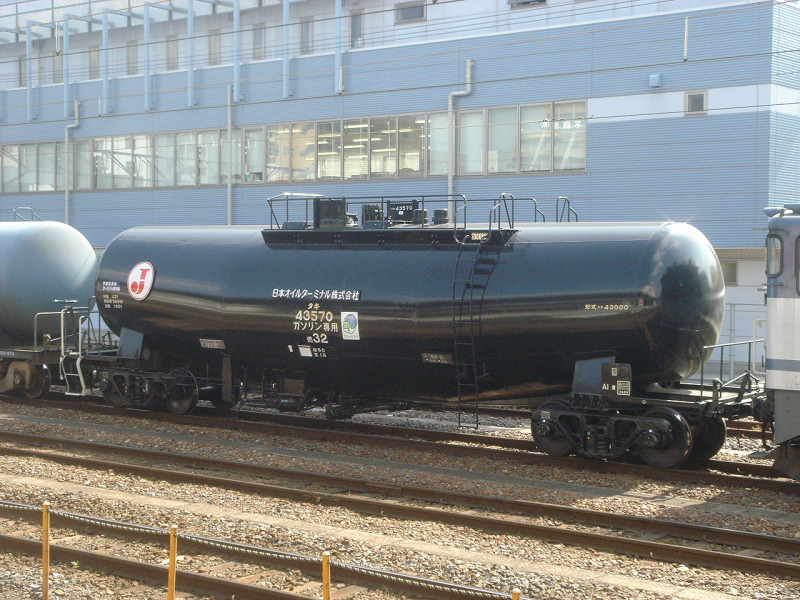
準保安対策車タキ43570（蘇我駅、2009年4月）

1974年にタキ43486 - タキ43499, タキ43519 - タキ43599の95両が日本車輌製造にて製作された。本系列初の日本石油輸送所有車で、外部塗色は黒である。成田国際空港燃料輸送への充当を考慮して製作されたといわれている。
1973年（昭和48年）7月10日の山陰本線江津駅で塩酸タンク車タンク上面より長さ475 mm、幅50 mmの穴が空き18名が負傷する事故があったほか、2日後には東北本線松島駅での濃硝酸タンク車の発煙事故、韓国の京釜線永同駅で発生した貨物列車の脱線事故に起因するタンク車からの航空燃料流出で民家25軒を焼く事故事故が発生し、国鉄はこれを受け止めてタンク車の安全性向上に取り組むこととなった。
同年に施行されたタンク車の安全基準改定に伴い、従来設計の範囲で安全確保を考慮した仕様を採り入れた。脱線転覆時の安全確保のため、車体下部にある取出口の開閉弁をタンク上部で操作する方式に変更した。また、タンク体の衝突安全空間を確保するため、手ブレーキのない側の車端部デッキを200 mm延長してデッキを同じ長さの前後対称とし、台枠長さが12,690 mmとなった。
本区分は単年度に一括製造され、車両番号は100番台の続番を付番した後に500番台の続番 (513 - ) 付番した。寒地仕様車である500番台とは仕様が異なる。

### 保安対策車（43600番台）

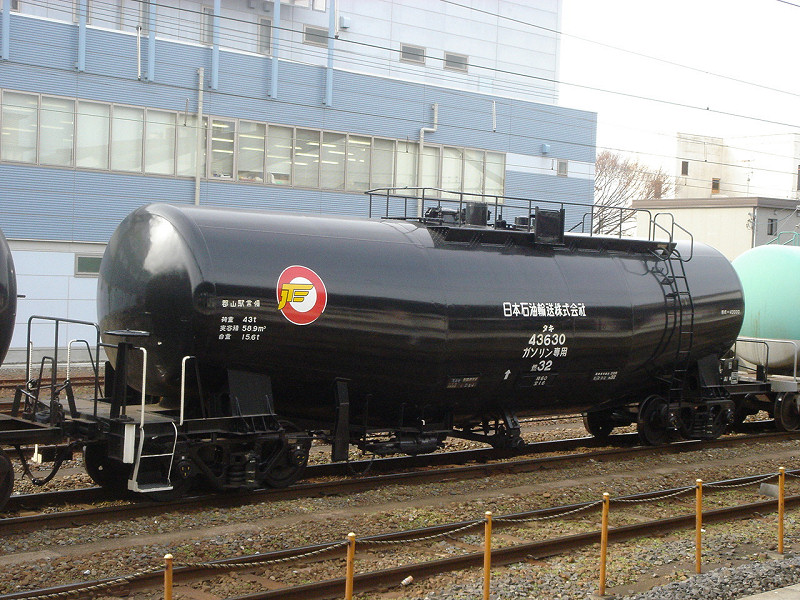
43600番台タキ43630（蘇我駅、2008年1月）

準保安対策車の製造以降は保安対策によりフレームレスタンク車の製造が禁止されたため、1975年以降は側梁付きの40 t積み車タキ40000形が生産されていたが、積載量が少なく輸送効率が良くなかったため、保安基準を緩和して1982年より43 t積みタンク車の生産が再開されることになった。1982年にタキ43600 - タキ43644の45両が日本車輌製造および富士重工業にて製作された。
本形式の製作再開にあたり、安全性能と積載効率を両立した車両として設計された。保安対策との1つしてタンク鏡板から台枠までの間隔を500 mm確保するよう定められたが、地上設備の関係から車両全長を伸ばすことが困難なことから、車両前後の安全空間を確保するためタンク形状を太く短いものに変更した。タンク上部の踏板は、転覆時のタンク倒立を防ぐため強度を増した形状に改良された。
タンク体直径は50 mm拡大し、球面半径を大きく取った扁平形状の鏡板とすることでタンク全長を252 mm短くしている。タンク寸法は両端直径が2,250 mm、中央直径が2,850 mm、長さが11,650 mmである。台枠長さは準保安対策車と同じ12,690 mmである。

### ステンレスタンク車（143000番台）

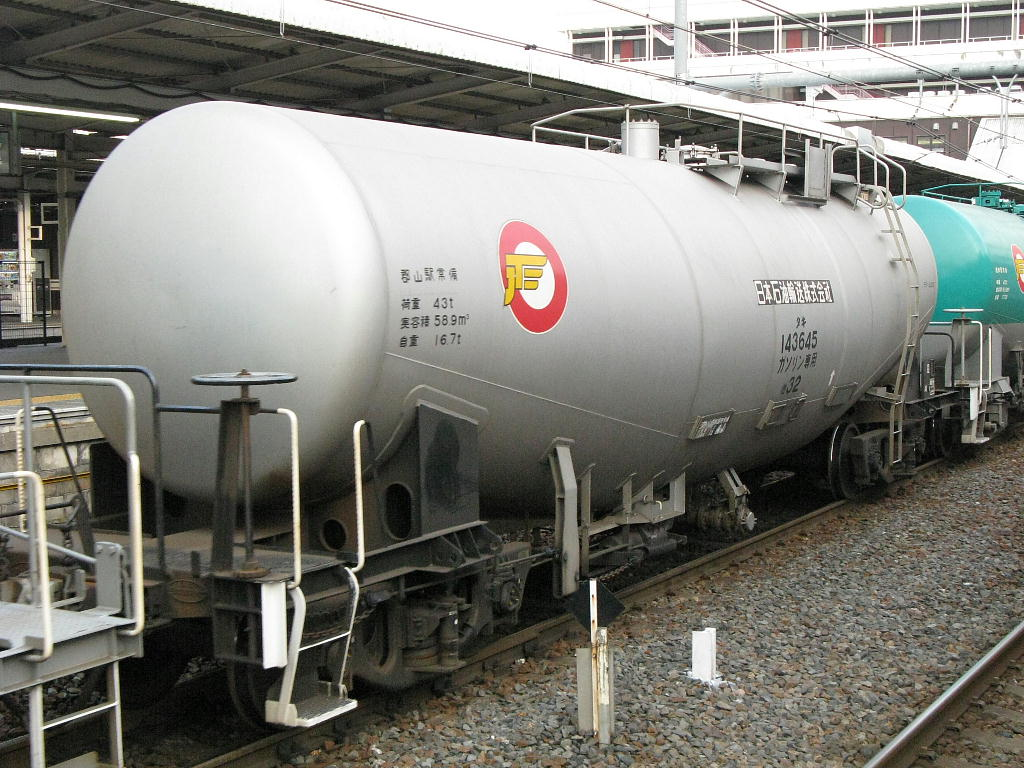
143000番台タキ143645（大宮駅、2009年6月）

1987年にタキ143645の1両が日本車輌製造にて製作された。ステンレス鋼を用いた無塗装のタンク体はガソリン専用車唯一の仕様である。大型化されたタンク受台は銀色で、「銀タキ」の愛称がある。
タンク体はステンレス製で、保安対策車と比較して両端直径は20 mm小さく、長さも30 mm短くなっているが、中央直径は保安対策車と同じである。両端直径は2,230 mm、中央直径は2,850 mm、長さは11,680 mmである。台枠長さも保安対策車と同じ12,690 mmである。
車端部台枠は黒である。台車は余剰のコキ1000形コンテナ車から供出したTR215F形を使用する。

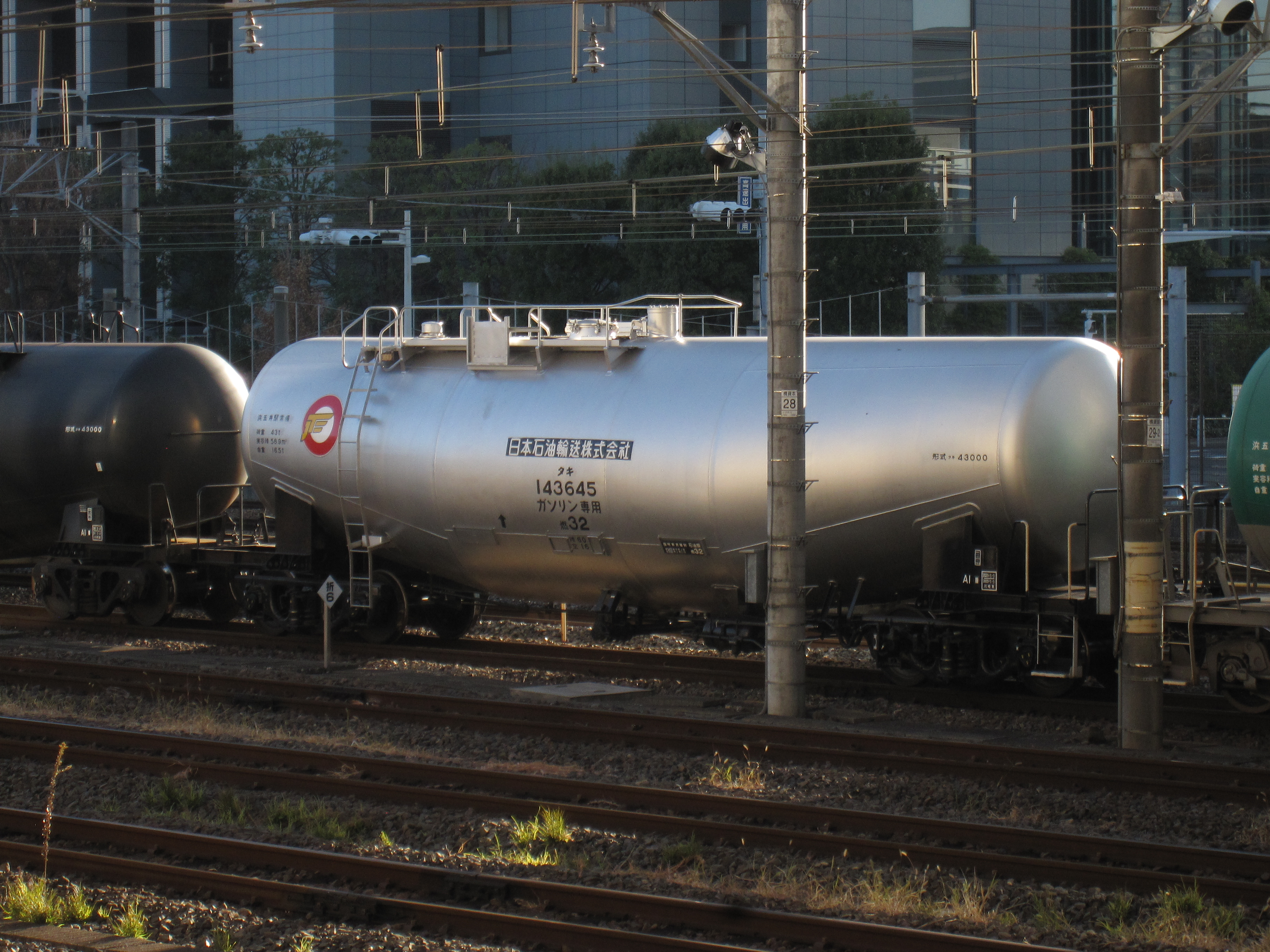
通称銀タキは今もなお現役。

番号は143000番台に区分されるが、600番台の続番に「1」を冠したものである。関東地区で運用されている。
なお、このタキ143645は、2024年12月時点で、2009年に確認された郡山駅常備ではなく、浜五井駅常備に変更がされていることが確認されている。

### 44 t積み車（243000番台）

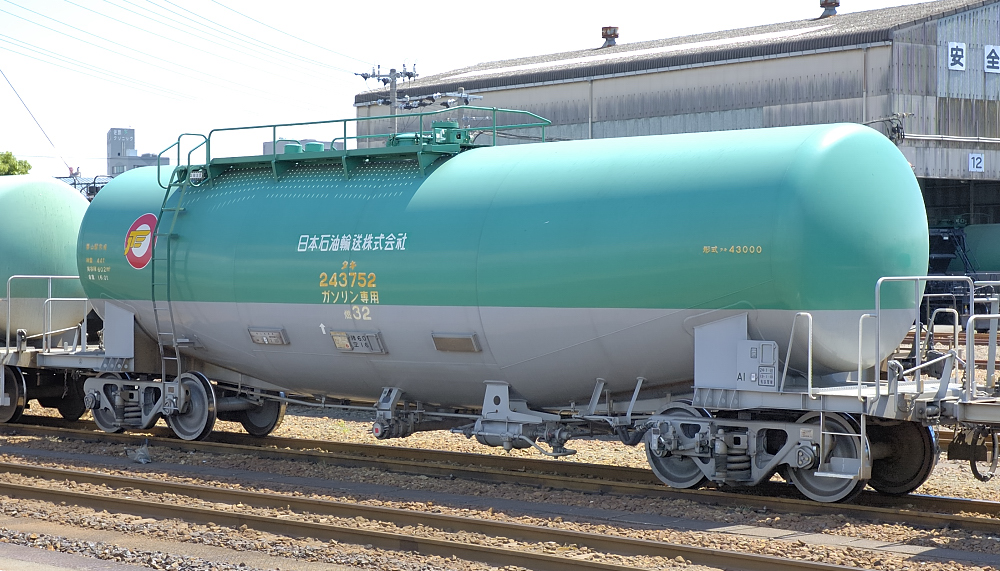
243000番台タキ243752 淡緑＋灰色塗装の日本石油輸送所有車（四日市駅、2007年8月）

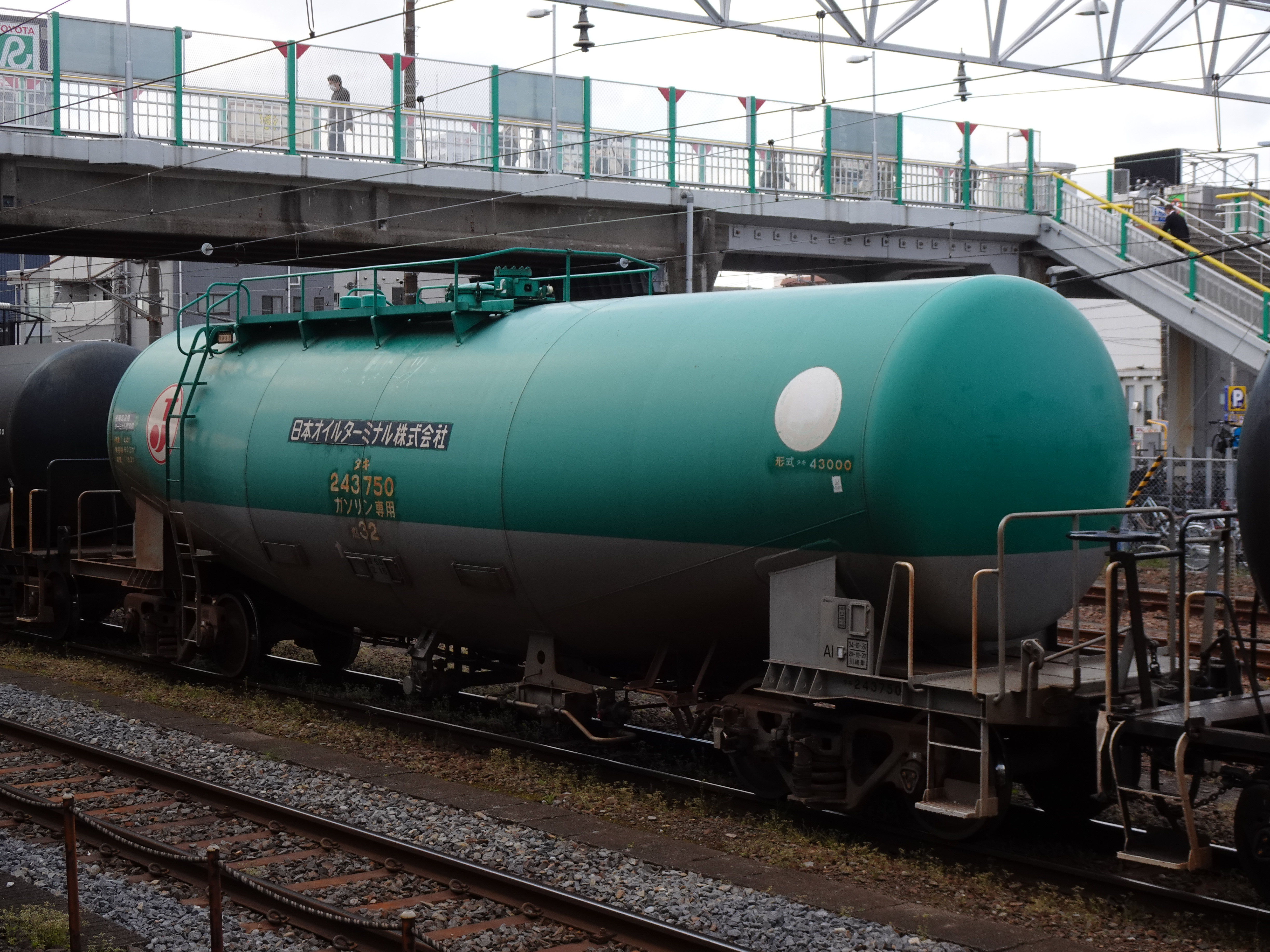
所属は日本オイルターミナル株式会社だが塗装が淡緑+灰色のタキ243750。

荷重を44トンに増加したモデルチェンジ車で、1989年（平成元年）から1993年にかけてタキ243646 - タキ243885の240両が日本車輌製造にて製作された。
タンク寸法の変更、ハシゴ・踏板のアルミニウム合金化などで軽量化と容積の拡大を図り、荷重を1 t増の44 tに拡大した。タンク体は両端直径が2,300 mm、中央直径が2,870 mm、長さは11,600 mmに拡大されている。台枠長さは従来の保安対策車と同じ12,690 mmである。
新製時は全車とも日本石油輸送の所有車で、外部塗色はタキ243680までは黒色1色、タキ243681以降はエメラルドグリーン＋灰色の2色塗装であった。
2019年（平成31年）に入りタキ243648、タキ243664が日本オイルターミナルに移籍し青15号塗装となったのを皮切りに移籍が続いている。例外としてタキ243721を皮切りに移籍後もエメラルドグリーン＋灰色の2色塗装のままの車両もいくつか存在している。

## 運用
所有者は日本オイルターミナルと日本石油輸送の2社で、需給体制の変化などで2社間を移籍した車両もある。移籍直後の車両は標記の社名と塗色が整合しない場合もやや多く存在する。（青15号の日本石油輸送所有車など）
本系列は現在も石油専用列車の主力形式として、名古屋地区から東北地区でタキ1000形とともに汎用的に使用されている。タキ1000形の投入で余剰となった一部のタキ43000形がタンク内洗浄の上で専用種別を臨時扱いで石油類輸送に変更し、タキ44000形の一部やタキ45000形を置き換えた車両も存在する。
2000年代までほぼ全車が健在だったが、製造から40年経過して老朽化が顕著になったことから、2008年（平成20年）4月より順次廃車が進められているほか、2014年（平成26年）には北海道地区における石油輸送列車が終了したことから余剰車が大量に発生し、本系列の大規模な転属や廃車が行われている。